# Шокысу
Шокысу (каз. Шоқысу) — село в Шалкарском районе Актюбинской области Казахстана. Входит в состав Кишикумского сельского округа. Код КАТО — 156442800.

## Население
В 1999 году население села составляло 258 человек (130 мужчин и 128 женщин). По данным переписи 2009 года, в селе проживало 319 человек (155 мужчин и 164 женщины).